# 李崇 (宣德進士)
李崇（14世紀—15世紀），字仲欽，河南開封府歸德州鹿邑縣人，明朝政治人物。

## 生平
李崇年少聰明，是永樂十八年（1420年）舉人，宣德二年（1427年）成進士，授晉王府左長史，他遵循禮法，崇尚諷諫，餘暇正襟危坐不曾顯現惰容，人們都敬重他。

## 引用
1. 1 2  光緒《鹿邑縣志·卷十四上·人物》：李崇，字仲欽，少穎悟，書不再讀，登第後授晉府左長史，循禮度，尚諷諫，暇則正襟危坐未嘗有惰容，人多敬慕焉 許志引陳志。
2. ↑  光緒《鹿邑縣志·卷十二上·科貢表》：（永樂）十八年庚子科（舉人）……李崇 見進士……（宣德）二年丁未科（進士） 李崇 有傳，馬愉榜